# Commerce, Texas
Commerce är en ort i Hunt County i Texas. Vid 2010 års folkräkning hade Commerce 8 078 invånare.